# 大国

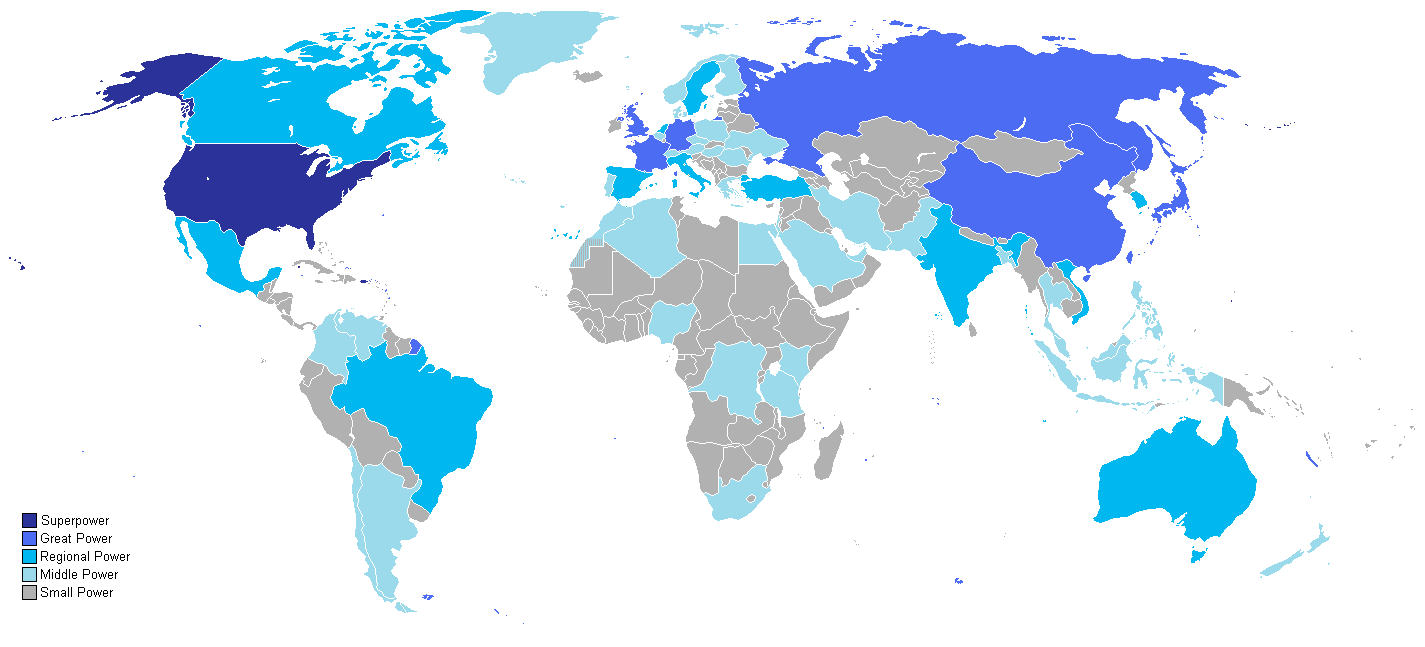
主に超大国とみなされる国アメリカ合衆国
主に大国とみなされる国中国・ロシア・イギリス・フランス・ドイツ・日本
主に地域大国とみなされる国
主に中堅国家とみなされる国

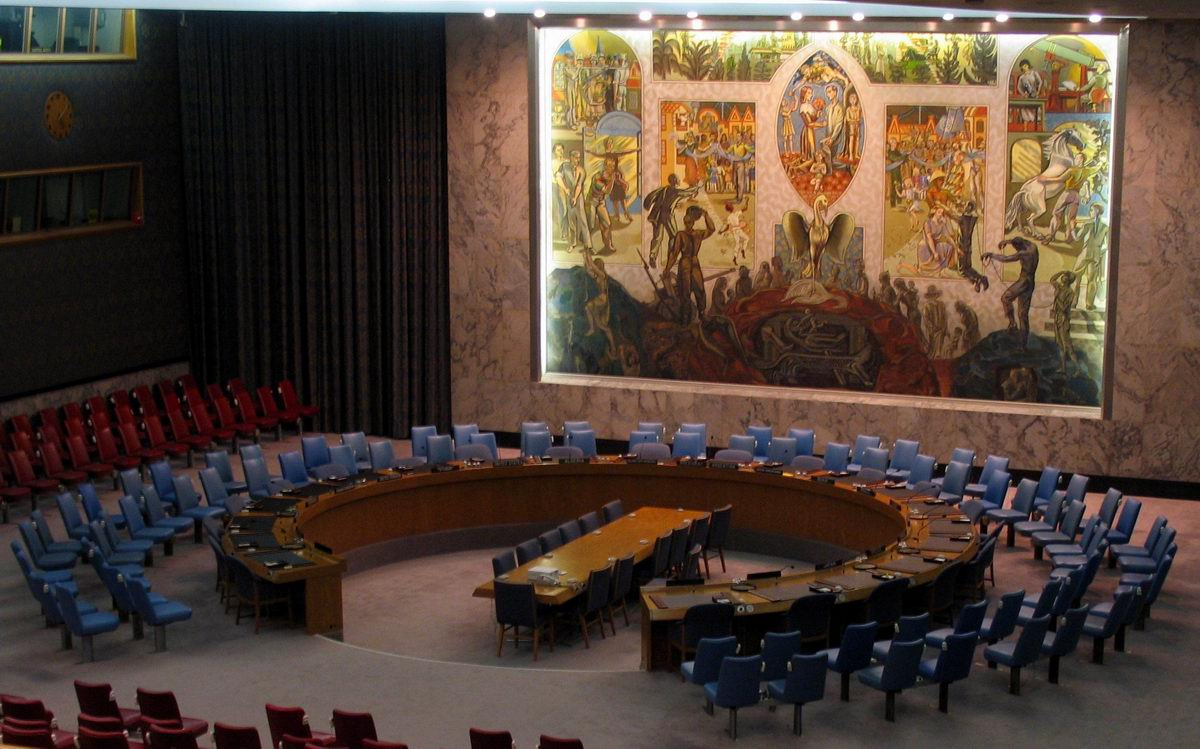
国際連合安全保障理事会の常任理事国である大国は多い。

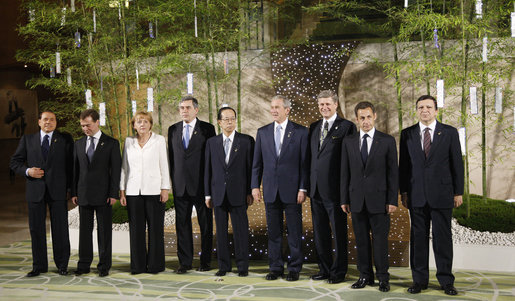
北海道洞爺湖サミット（2008年）での各国首脳。8つの国が国際問題を議論するため、非公式の世界政府などと批判される。

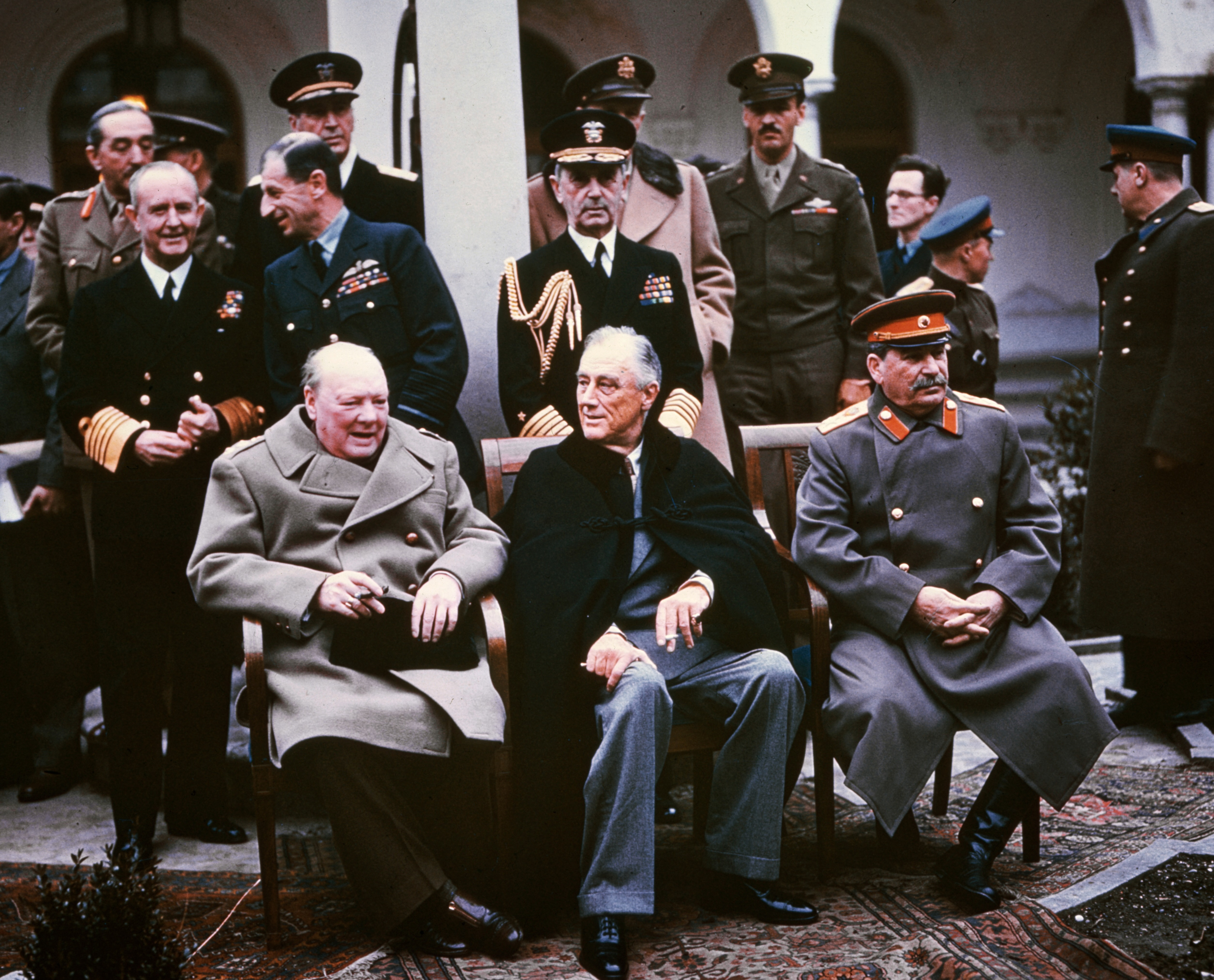
ヤルタ会談（中央ソファー左からチャーチル・ルーズベルト・スターリン）。イギリス、アメリカ合衆国、ソ連の三つの国によって第二次世界大戦後の国際秩序が決められたため、冷戦体制を「大国による世界分断」（「NHK「映像の世紀」）と呼ぶことがある。

大国（たいこく）とは、ある分野において国際的に大きな力を持つ国のことである。強国ともいう。

## 概要
大国とは相対的なものであり、時代、世紀、国力、歴史的経緯など多様な要素によって判断されるため、一概に決めることはできず、固定的なものではない。

## 大国の分類
冷戦下のアメリカ合衆国とソビエト連邦は大国を超える存在として超大国と呼ばれていた。冷戦が終結しソビエト連邦の崩壊の後は、アメリカ合衆国が唯一の超大国とみなされ、2010年代以降は中華人民共和国も第二の超大国に加わったとされる。
欧州連合 (EU) や独立国家共同体 (CIS) のような国家連合を国家ほどの一体性はないものの類する勢力とする考え方がある。
また、「地域大国」という表現もある。これは「大国」が全世界的に影響力をもつのに対し、ある一定の地域内で大きな影響力を持つ国を指すものである。例としては、南アジアにおけるインド、東南アジアにおけるインドネシアやベトナム、南アメリカにおけるブラジルなどが挙げられる。
さらに、その国のある特徴を指して「××大国」と表現されることがある。特に、福祉、軍事、経済の分野で使用されることが多く「福祉大国」や「軍事大国」、「経済大国」と表現される。他に「消費大国」や「資源大国」、「人口大国」（中国、インドなど）、「スポーツ大国」（オリンピックなどの国際大会で好成績の国）、「サッカー大国」（FIFAワールドカップでの優勝やベスト8以上に進出している回数の多い国）などもある。
日本は第二次世界大戦で荒廃し、敗戦によって軍事力や国際的な政治力を喪失したため、大国の地位を追われた。しかし、その後の復興で「経済大国」として大きな影響力を持つようになったため、再び大国とみなされるようになった。
また、「文化大国」という呼び方もある。どういう基準で大国と呼ばれるだけの巨大な影響力を持つか判断することは、議論が分かれるところであるが、基本的に世界の多くの国に文化的影響が認められるかどうかで判断される。
類似の表現として、周辺国に影響力のある国々を列強と言うことがある。また、このような大国に至った過程、又は大国を目指す意思や政策を立国と言う。

## ミニ国家
対照的な定義として小国（ミニ国家）がある。ただし、小国、ミニ国家については「領土面積」「人口」を基準としていることが多く、バチカン市国やシンガポールのように国際的な影響力を持つミニ国家も存在する。

## 大国とみなされる国々

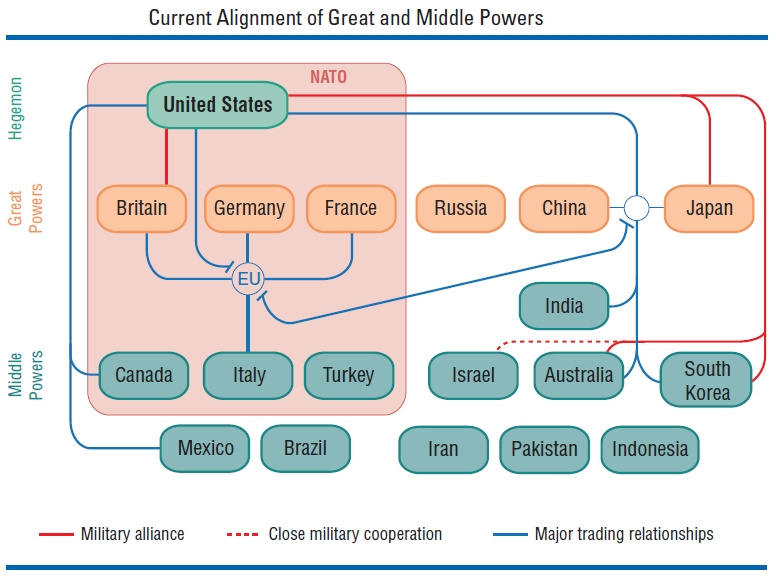
現在の大国間の相関図

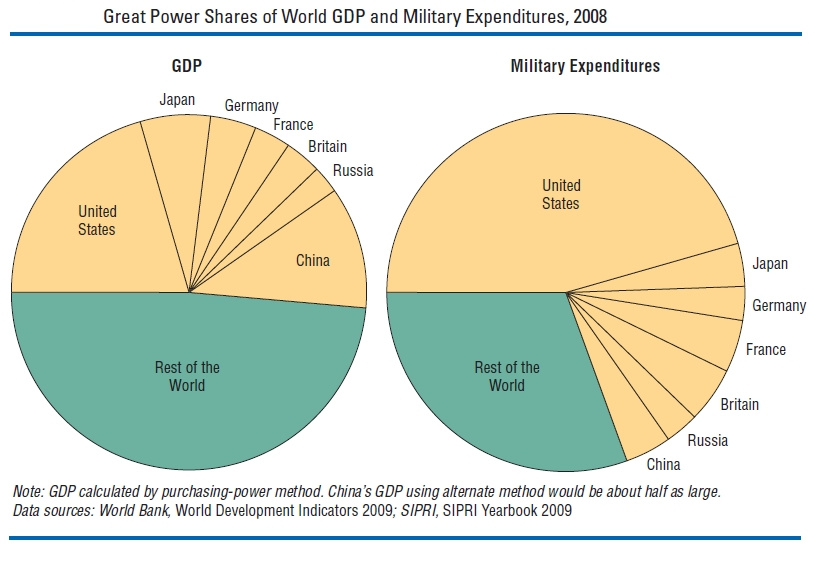
世界に占める大国のＧＤＰと軍事費（２００８年）

大国と呼ばれる現在の国々は、定義や研究者によって異なることがあるが、主要な研究機関は以下の7カ国を大国 (Great Power) と位置づけている。

- アメリカ合衆国
- 中国
- ロシア
- イギリス
- フランス
- ドイツ
- 日本

今後、
21世紀半ばには、アメリカ、中国、ロシア、EU、イギリス、日本、インドの7カ国・地域が大国になると予想されている。

- アメリカ合衆国
- 中国
- ロシア
- 欧州連合
- イギリス
- 日本
- インド

## 超大国とみなされる国々
2010年代には、中国の経済・軍事・技術・外交・ソフトパワーの影響力が増大し、世界の新興超大国とみなされるようになった。21世紀半ばには、アメリカ、中国が超大国になると予想されている。その他、インド、ロシア、欧州連合なども超大国になると指摘されることがある。
- アメリカ合衆国
- 中国